# Portugese hockeyploeg (mannen)
De Portugese hockeyploeg voor mannen is de nationale ploeg die Portugal vertegenwoordigt tijdens interlands in het hockey.
Het team kon zich kwalificeren voor het Europees Kampioenschap in 1974 waar het op een zestiende plaats eindigde.

## Erelijst Portugese hockeyploeg
| Jaar | Champions Trophy | Europees kampioenschap | Olympische Spelen | Wereldkampioenschap | Hockey World League Hockey Pro League |
| ---- | ---------------- | ---------------------- | ----------------- | ------------------- | ------------------------------------- |
| 1908 |                  |                        | geen deelname     |                     |                                       |
| 1920 |                  |                        | geen deelname     |                     |                                       |
| 1928 |                  |                        | geen deelname     |                     |                                       |
| 1932 |                  |                        | geen deelname     |                     |                                       |
| 1936 |                  |                        | geen deelname     |                     |                                       |
| 1948 |                  |                        | geen deelname     |                     |                                       |
| 1952 |                  |                        | geen deelname     |                     |                                       |
| 1956 |                  |                        | geen deelname     |                     |                                       |
| 1960 |                  |                        | geen deelname     |                     |                                       |
| 1964 |                  |                        | geen deelname     |                     |                                       |
| 1968 |                  |                        | geen deelname     |                     |                                       |
| 1970 |                  | geen deelname          |                   |                     |                                       |
| 1971 |                  |                        |                   | geen deelname       |                                       |
| 1972 |                  |                        | geen deelname     |                     |                                       |
| 1973 |                  |                        |                   | geen deelname       |                                       |
| 1974 |                  | 16e EK 1974 Madrid     |                   |                     |                                       |
| 1975 |                  |                        |                   | geen deelname       |                                       |
| 1976 |                  |                        | geen deelname     |                     |                                       |
| 1978 | geen deelname    | geen deelname          |                   | geen deelname       |                                       |
| 1980 | geen deelname    |                        | geen deelname     |                     |                                       |
| 1981 | geen deelname    |                        |                   |                     |                                       |
| 1982 | geen deelname    |                        |                   | geen deelname       |                                       |
| 1983 | geen deelname    | geen deelname          |                   |                     |                                       |
| 1984 | geen deelname    |                        | geen deelname     |                     |                                       |
| 1985 | geen deelname    |                        |                   |                     |                                       |
| 1986 | geen deelname    |                        |                   | geen deelname       |                                       |
| 1987 | geen deelname    | geen deelname          |                   |                     |                                       |
| 1988 | geen deelname    |                        | geen deelname     |                     |                                       |
| 1989 | geen deelname    |                        |                   |                     |                                       |
| 1990 | geen deelname    |                        |                   | geen deelname       |                                       |
| 1991 | geen deelname    | geen deelname          |                   |                     |                                       |
| 1992 | geen deelname    |                        | geen deelname     |                     |                                       |
| 1993 | geen deelname    |                        |                   |                     |                                       |
| 1994 | geen deelname    |                        |                   | geen deelname       |                                       |
| 1995 | geen deelname    | geen deelname          |                   |                     |                                       |
| 1996 | geen deelname    |                        | geen deelname     |                     |                                       |
| 1997 | geen deelname    |                        |                   |                     |                                       |
| 1998 | geen deelname    |                        |                   | geen deelname       |                                       |
| 1999 | geen deelname    | geen deelname          |                   |                     |                                       |
| 2000 | geen deelname    |                        | geen deelname     |                     |                                       |
| 2001 | geen deelname    |                        |                   |                     |                                       |
| 2002 | geen deelname    |                        |                   | geen deelname       |                                       |
| 2003 | geen deelname    | geen deelname          |                   |                     |                                       |
| 2004 | geen deelname    |                        | geen deelname     |                     |                                       |
| 2005 | geen deelname    | geen deelname          |                   |                     |                                       |
| 2006 | geen deelname    |                        |                   | geen deelname       |                                       |
| 2007 | geen deelname    | geen deelname          |                   |                     |                                       |
| 2008 | geen deelname    |                        | geen deelname     |                     |                                       |
| 2009 | geen deelname    | geen deelname          |                   |                     |                                       |
| 2010 | geen deelname    |                        |                   | geen deelname       |                                       |
| 2011 | geen deelname    | geen deelname          |                   |                     |                                       |
| 2012 | geen deelname    |                        | geen deelname     |                     |                                       |
| 2013 |                  | geen deelname          |                   |                     | 33e HWL 2012-13                       |
| 2014 | geen deelname    |                        |                   | geen deelname       |                                       |
| 2015 |                  | geen deelname          |                   |                     | eerste ronde HWL 2014-15              |
| 2016 | geen deelname    |                        | geen deelname     |                     |                                       |
| 2017 |                  | geen deelname          |                   |                     | eerste ronde HWL 2016-17              |
| 2018 | geen deelname    |                        |                   | geen deelname       |                                       |
| 2019 |                  | geen deelname          |                   |                     | geen deelname                         |
| 2021 |                  | geen deelname          | geen deelname     |                     | geen deelname                         |
| 2022 |                  |                        |                   |                     | geen deelname                         |
| 2023 |                  | geen deelname          |                   | geen deelname       | geen deelname                         |
| 2024 |                  |                        | geen deelname     |                     | geen deelname                         |